# Akron-Canton Regional Airport

i7
i11
i13
Der Akron-Canton Regional Airport (IATA-Code: CAK, ICAO-Code: KCAK) ist der regionale Verkehrsflughafen der amerikanischen Städte Akron und Canton im US-Bundesstaat Ohio.

## Lage und Verkehrsanbindung
Der Akron-Canton Regional Airport liegt 20 Kilometer südlich des Stadtzentrums von Akron und 14 Kilometer nördlich des Stadtzentrums von Canton. Er befindet sich zwischen der an der östlichen Seite des Flughafens verlaufenden Interstate 77 und der an der westlichen Seite des Flughafens verlaufenden Ohio State Route 241. Der Flughafen liegt größtenteils auf dem Gebiet der Stadt Green.
Der Akron-Canton Regional Airport ist durch Busse in den Öffentlichen Personennahverkehr eingebunden. Die METRO RTA Route 110 und die SARTA Route 81 fahren den Flughafen regelmäßig an.

## Geschichte
Im Jahr 1940, unter dem Eindruck des Zweiten Weltkriegs stellte die Civil Aeronautics Administration (CAA) 500 Millionen US-Dollar für den Bau von Flughäfen zur Verfügung, davon 231.600 US-Dollar (entspricht 5,2 Millionen US-Dollar in heutiger Kaufkraft) für den Bau eines kleinen Flugplatzes bei Canton. Nach dem Angriff auf Pearl Harbor verkündete die CAA im Oktober 1942, 2 Millionen US-Dollar (entspricht 38 Millionen US-Dollar in heutiger Kaufkraft) für einen Flughafen bei Canton zur Verfügung zu stellen, der mit drei 5.600 ft (1.707 m) langen Start- und Landebahnen auch für militärische Flugzeuge nutzbar sein sollte.
Ein von einer durch die Countys Summit und Stark besetzen Kommission entworfenes Gesetz, das die finanziellen Mittel und die gemeinsame Verwaltung des Flughafens durch beide Countys sicherstellen sollte, wurde vom Senat von Ohio abgelehnt. Dennoch verkündete die Kommission 1943, den Flughafen nördlich von Canton in Summit County zu errichten, Stark County sollte sich mit 100.000 US-Dollar an den für den Landkauf anfallenden Kosten beteiligen. Nachdem ein Anwalt aus Canton die Verwendung von Steuergeldern des Stark Countys verhinderte, fand die Handelskammer lokale private Investoren, darunter die Timken Company, Hoover und Diebold um den Anteil des Countys aufzubringen.
Ursprünglich sollte der Flughafen zu Ehren der Veteranen des Ersten und Zweiten Weltkriegs den Namen Canton-Akron Memorial Airport erhalten. Um die ebenfalls an der Planung beteiligte Stadt Massillon zu repräsentieren, wurde der Name noch vor der Eröffnung in Akron-Canton-Massillon Airport und später in Akron-Canton Regional Airport geändert.
Der Regionalflughafen wurde im Oktober 1946 eröffnet, die bisher den Akron Municipal Airport anfliegenden Fluggesellschaften American Airlines, Eastern Air Lines, Capital Airlines und United Airlines erhielten aber erst 1948 vom Civil Aeronautics Board die Genehmigung, zum neuen Flughafen zu wechseln.
Die Bauarbeiten für ein Empfangsgebäude begannen 1955, nachdem Finanzierungsprobleme den Baubeginn immer wieder verzögert hatten. Im Jahr 1956 nutzten 193.000 Passagiere den Akron-Canton Regional Airport. Im Jahr 1966 erhielt der Flughafen einen Anschluss an die gerade fertiggestellte Interstate 77.

## Fluggesellschaften und Ziele
Der Akron-Canton Airport ist an die Drehkreuze von American Airlines, Delta Air Lines, Spirit Airlines und United Airlines angebunden. Direktflugverbindungen bestehen ausschließlich zu Zielen innerhalb der Vereinigten Staaten.

## Verkehrszahlen
Der Akron-Canton Regional Airport war im Jahr 2017 nach Passagieren der viertgrößte Flughafen im US-Bundesstaat Ohio. Innerhalb der Vereinigten Staaten war er im Zeitraum von 2016 bis 2017 der Flughafen mit dem zweithöchsten prozentualen Rückgang bei den angebotenen Sitzen.
| Jahr | Fluggastaufkommen | Luftfracht (Tonnen) (mit Luftpost) | Flugbewegungen (mit Militär) |
| ---- | ----------------- | ---------------------------------- | ---------------------------- |
| 2017 | 1.265.844         | 89                                 | 70.323                       |
| 2016 | 1.398.615         | 70                                 | 67.509                       |
| 2015 | 1.545.997         | 76                                 | 68.109                       |
| 2014 | 1.566.638         | 78                                 | 101.706                      |
| 2013 | 1.724.676         | 71                                 | 96.828                       |
| 2012 | 1.838.082         | 57                                 | 88.844                       |
| 2011 | 1.664.387         | 61                                 | 81.405                       |
| 2010 | 1.594.875         | 65                                 | 91.820                       |
| 2009 | 1.444.269         | 39                                 | 95.590                       |
| 2008 | 1.469.196         | 22                                 | 108.064                      |
| 2007 | 1.391.836         | -                                  | 113.454                      |
| 2006 | 1.438.304         | -                                  | 117.202                      |
| 2005 | 1.301.000         | -                                  | 121.516                      |

### Verkehrsreichste Strecken
| Rang | Stadt                        | Passagiere | Fluggesellschaft |
| ---- | ---------------------------- | ---------- | ---------------- |
| 01   | Atlanta, Georgia             | 183.020    | Delta            |
| 02   | Charlotte, North Carolina    | 085.220    | American         |
| 03   | Chicago–O’Hare, Illinois     | 083.390    | American, United |
| 04   | Detroit, Michigan            | 048.760    | Delta            |
| 05   | Orlando, Florida             | 047.070    | Spirit           |
| 06   | Las Vegas, Nevada            | 025.340    | Spirit           |
| 07   | Newark, New Jersey           | 024.440    | United           |
| 08   | Fort Lauderdale, Florida     | 023.030    | Spirit           |
| 09   | Myrtle Beach, South Carolina | 021.780    | Spirit           |
| 10   | Philadelphia, Pennsylvania   | 021.050    | American         |

## Zwischenfälle
- Am 11. Dezember 1967 überrollte eine Vickers Viscount 745D der United Airlines (Luftfahrzeugkennzeichen N7429) bei der Landung auf dem Akron-Canton Regional Airport das Landebahnende und rutschte einen sechs Meter tiefen Abhang hinunter. Das Flugzeug wurde irreparabel beschädigt. Alle 18 Insassen überlebten den Unfall.[11]

- Am 28. November 1991 kam es an einem Triebwerk einer Convair CV-240/T-29 der US-amerikanischen Rhoades International (N450GA) kurz nach dem Start vom Akron-Canton Regional Airport in 60 Metern Höhe an einem Triebwerk zu einer Rauchentwicklung. Beim Versuch einer Notlandung in einem Feld streifte die Maschine Stromkabel und einen Zaun, woraufhin sie aufschlug und Feuer fing. Beide Besatzungsmitglieder, die einzigen Insassen auf dem Überführungsflug, überlebten den Unfall. Das Flugzeug wurde zerstört.[12]

## Sehenswürdigkeiten
Auf der Westseite befindet sich das MAPS Air Museum der Military Aviation Preservation Society.